# 698 Ernestina
698 Ernestina eller 1910 JX är en asteroid i huvudbältet, som upptäcktes 5 mars 1910 av den tyske astronomen Joseph Helffrich i Heidelberg. Den har fått sitt namn efter upptäckarens son Ernst Wolf.
Asteroiden har en diameter på ungefär 27 kilometer.